# Micro-région de Szolnok
La micro-région de Szolnok (en hongrois : szolnoki kistérség) est une micro-région statistique hongroise rassemblant plusieurs localités autour de Szolnok.